# Nonagria nervosa
Nonagria nervosa là một loài bướm đêm trong họ Noctuidae.